# Валторта
Валто̀рта (на италиански: Valtorta; на ломбардски: Altorta, Алторта) е село и община в Северна Италия, провинция Бергамо, регион Ломбардия. Разположено е на 938 m надморска височина. Населението на общината е 266 души (към 2017 г.).